# Wolfgang Sofsky
Wolfgang Sofsky (né en 1952) est un sociologue, un journaliste et un écrivain allemand qui s'intéresse surtout aux questions de la guerre et du pouvoir.
Sofsky a étudié la sociologie, la philosophie et les sciences politiques. Il écrit régulièrement dans le Neue Zürcher Zeitung, le Frankfurter Allgemeine Zeitung, Die Welt ainsi que dans d'autres périodiques.
Pour son livre L'organisation de la terreur - les camps de concentration il a reçu en 1993 le Prix frère et sœur Scholl.

## Œuvres(sélection)
- Wolfgang Sofsky, Rainer Paris : Figurationen sozialer Macht. Autorität, Stellvertretung, Koalition.. Suhrkamp, Frankfurt a.M. 1994  (ISBN 978-3-518-28735-4)
- Das Prinzip Sicherheit. S. Fischer, Frankfurt a.M. 2005  (ISBN 3-10-072710-X)
- Traité de la violence. Gallimard 1998
- L'organisation de la terreur - les camps de concentration traduction Olivier Mannoni Éditions Calmann-Levy  (ISBN 2-7021-2429-1)
- L'ère de l'épouvante ; Folie meurtrière terreur guerre. traduit de l'allemand par R. Simon. Gallimard 2002  (ISBN 2070765741)
- Operation Freiheit - Der Krieg im Irak. S. Fischer, Frankfurt a.M. 2003  (ISBN 3-10-072709-6)
- Le citoyen de verre. Entre surveillance et exhibition. traduction Olivier Mannoni, Éditions de L'Herne, 2010  (ISBN 978-2-85197-926-1). Premières pages en libre lecture